# Wanderweg

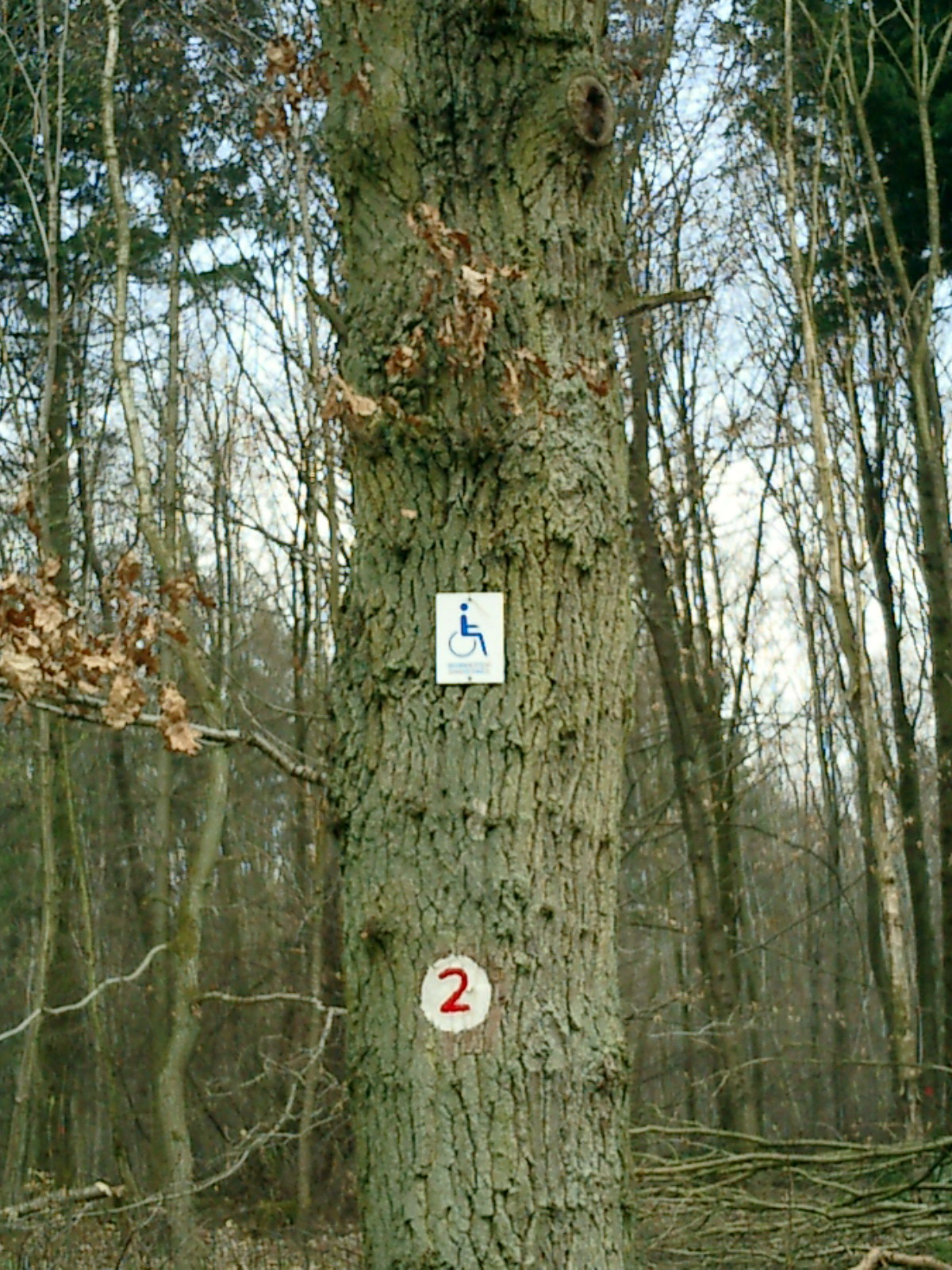
Beschilderung eines behindertengerechten Wanderweges im Saarland

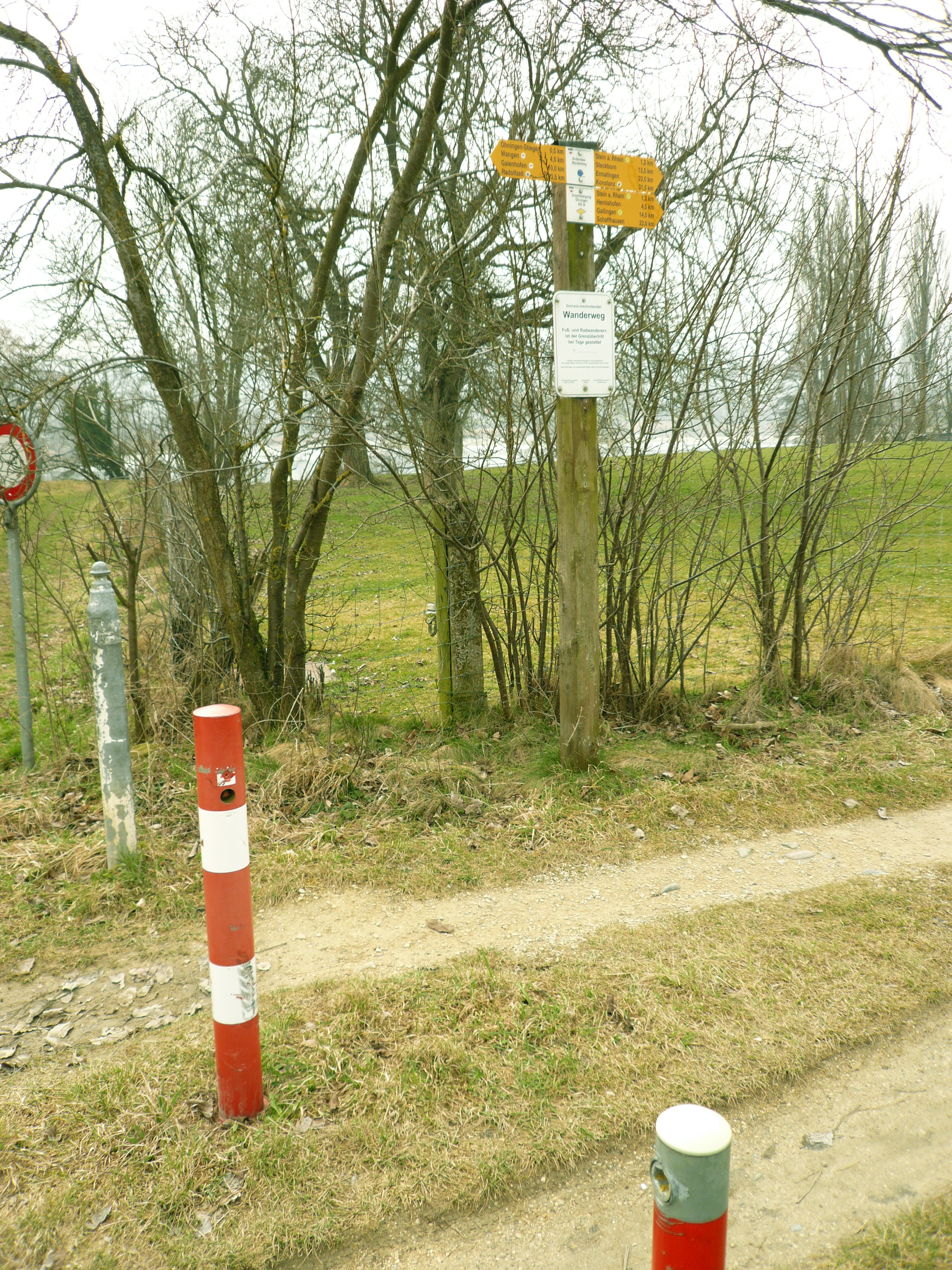
Grenzüberschreitender Wanderweg an der deutsch-schweizerischen Grenze

Wanderwege sind mit Wegzeichen markierte Fußwege, die das Wandern auf interessanten Strecken oder zu attraktiven Zielen ermöglichen. Wegweiser, Entfernungsangaben, Übersichtskarten, Wanderkarten und Wegbeschreibungen sowie eine breite Auswahl an verschiedensten digitalen Routenplanern sind zusätzliche Mittel, um die Orientierung zu erleichtern.

## Arten von Wanderwegen
Es gibt verschiedene Arten von Wanderwegen, beispielsweise Zielwanderwege, Rundwanderwege, Streckenwanderwege, Lassowanderwege (Mischform von Rund- und Streckenwanderweg), Weitwanderwege und Fernwanderwege – national oder europaweit.
Zu Themenwanderwegen zählt man beispielsweise Lehrpfade, Naturerlebnispfade, Barfußparks, Wattwanderwege oder Planetenwege.
Terrainkurwege sind medizinisch-therapeutische Wanderwege mit unterschiedlichen Leistungsanforderungen, die detailliert hinsichtlich Herz-, Kreislaufbelastung, Streckenlänge, Wegerelief und klimatologischer Besonderheiten beschrieben sind. Sie finden sich häufig in Kurorten. Die Terrainkur ist eine vom Münchner Arzt Max Joseph Oertel (1835–1897) entwickelte Bewegungstherapie.
Im alpinen Gelände wird der Wanderweg sowohl vom Klettersteig als auch vom Berg- und Alpinwanderweg unterschieden, die außer der prinzipiellen Trittsicherheit und Kondition auch ein Grundmaß an Klettertechnik und einen guten Orientierungssinn erfordert. Gerade in den Bergen ist der Übergang vom Wandern zum Bergsteigen fließend. Neben gut ausgebauten Wanderwegen gibt es solche, die nur als Wegspur ersichtlich sind, oder sie verfügen über mehrere hundert Meter Distanz nicht einmal über eine Wegmarkierung. Die in der Schweiz gebräuchliche SAC-Wanderskala gibt Auskunft über verschiedene Schwierigkeitsgrade.
Es gibt auch kombinierte Rad- und Wanderwege, die von Fußgängern und Radfahrern gemeinsam benutzt werden, wie zum Beispiel den Elberad- und Wanderweg.
Wanderwege werden mitunter auch auf ehemaligen Eisenbahnstrecken angelegt, wie der Odenwaldexpress; dieser Weg wird auch als Wanderbahn bezeichnet.

## Qualitätskriterien und Prädikatswanderwege
Es gibt Qualitätskriterien für Wanderwege, die ein Prädikats-Zertifikat erhalten sollen. Für diese gilt: Ein möglichst kleiner Teil darf auf Fahrwegen, die überwiegende Strecke soll auf Naturboden und Wegen mit Pfadcharakter verlaufen. Naturschönheiten, Wechsel der Landschaftsformationen, Ausblicke und Sehenswürdigkeiten tragen zur Attraktivität bei. Gute Markierung und Ausschilderung sind wichtig. 90 Prozent aller Wanderwege sind nicht zertifiziert.

### Deutschland

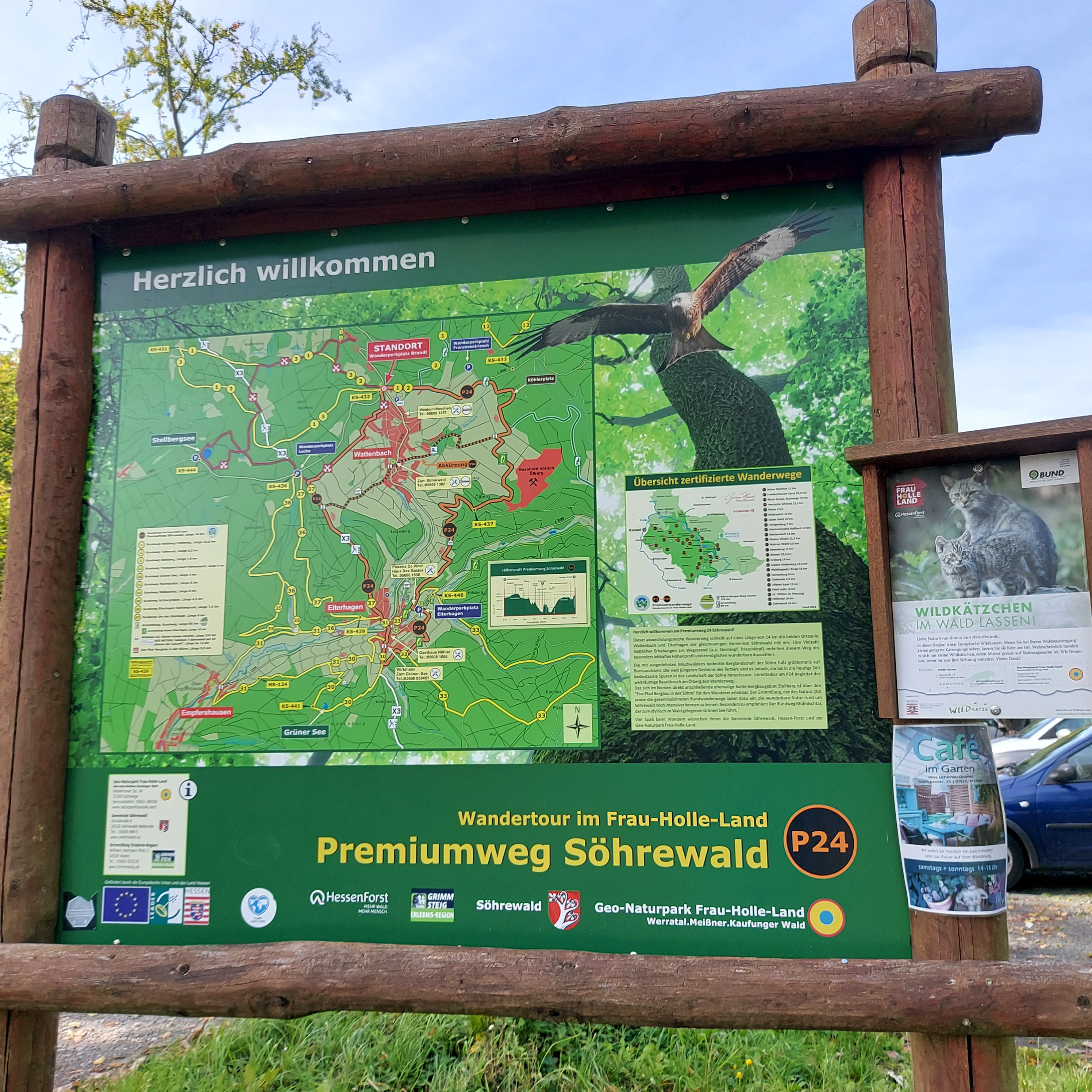
„Premiumweg“ Söhrewald

Wanderwege können in Deutschland mit unterschiedlichen Prädikaten ausgezeichnet werden. Es gibt einerseits das Prädikat Qualitätsweg Wanderbares Deutschland des Deutschen Wanderverbands, das Abschnitte von vier Kilometern eines Wanderweges anhand von neun Basis- und 23 Wahlkriterien beurteilt, andererseits das Prädikat Deutsches Wandersiegel des Deutschen Wanderinstituts, das jeden Kilometer anhand von 34 Kriterien bewertet. Für diese so genannten „Premiumwege“, die als Marketinginstrument für Touristenziele bezeichnet werden, werden auch Dienstleistungen zur Planung dieser Wege angeboten. In Zusammenhang mit letzterem wird auch von „Premiumwanderwegen“ gesprochen.
Zur Erlangung der Gütesiegel müssen verschiedene Kernkriterien sowie diverse Wahlkriterien erfüllt sein. Die Qualitätskriterien basieren auf Wünschen und Vorlieben der Wanderer und sollen damit die Attraktivität des Wanderweges messbar machen. Sie berücksichtigen neben Beschaffenheit, Streckenführung und Kennzeichnung des Weges selbst auch Faktoren wie z. B. landschaftliche und kulturelle Sehenswürdigkeiten, Abwechslungsreichtum und „Erlebnispotential“. Wenn ein Wanderweg ein definiertes Qualitätsniveau erreicht hat und dieses durch eine Prüfung bestätigt wurde, kann er mit dem jeweiligen Prädikat beworben werden.

### Österreich

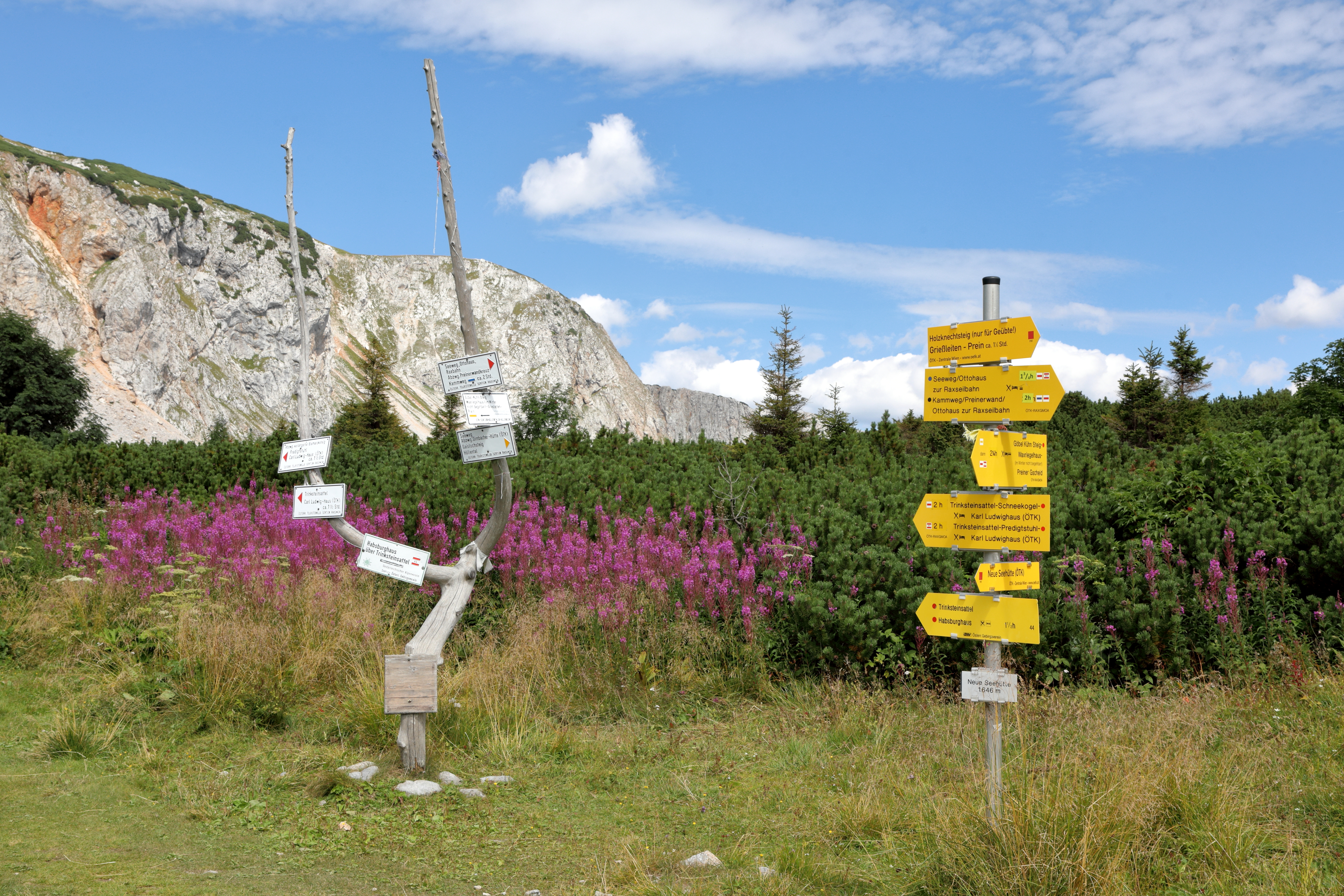
Wegbeschilderung nächst Seehütte auf der Rax; links die alte und rechts die neue, standardisierte, um im Ostalpenraum wieder eine einheitliche Beschilderung zu erreichen

In Österreich werden Wanderwege von den Alpenvereinen und ähnlichen Institutionen betreut. In den 2000er Jahren verstärkt sich in Österreich der Trend, dass Wanderwege von Tourismusverbänden, Sportvereinen oder lokalen Wandervereinen angelegt und betreut werden. Die Länder unterstützen gelegentlich Wegbetreuer bei der Beschilderung von Wanderwegen.
Wegweisertafeln in Österreich sehen denen in der Schweiz sehr ähnlich. Die Ausweisung der „Schwierigkeit“ von Wanderwegen ist nur bedingt vergleichbar. Historisch ist das Österreichische System von der Klassifizierung der Skipisten abgeleitet: Blau steht für leicht, Rot für mittelschwierig, Schwarz für schwierig. Blau kann auf Wegweisern entfallen. Da die Grundfarbe der Tafeln gelb ist (Verkehrsgelb), umgeht man somit einen Widerspruch mit dem Schweizer System. Die Vorgabe wird von keiner staatlichen Stelle erzwungen, sie einzuhalten bildet aber die Grundlage dafür, dass staatlich gestützte Gütesiegel verliehen werden können.
Grundsätzlich können die Markierungen auf den Wegweisern recht unkompliziert in der SAC Skala abgebildet werden:
- T1 / Wandern: bei blauem bzw. fehlendem Punkt
- T2 / Bergwandern: bei rotem Punkt
- T3 / anspruchsvolles Bergwandern: bei schwarzem Punkt
- T4…T6 / alpin: bei Piktogramm „Alpine ROUTE!“

### Schweiz
In der Schweiz sind die Gemeinden und Kantone teils für die Markierung, vor allem aber für die Instandhaltung der Wanderwege verantwortlich. Das Wegnetz umfasst mehr als 50.000 Kilometer. Im Auftrag der Kantone planen die Wanderwege-Vereinigungen die Wegnetze. T1-Wanderwege nach der SAC-Wanderskala werden durch die Gemeinden unterhalten, T2- und T3-Wege durch die Kantone. Der Verband Schweizer Wanderwege vereinbart zusammen mit seinen kantonalen Sektionen und den kantonalen und lokalen Behörden Leistungsvereinbarungen und finanzielle Abgeltungen.
Der Gegenvorschlag zu einer Eidgenössischen Volksinitiative wurde im Februar 1978 mit großer Mehrheit von Volk und Ständen angenommen. Auf Basis dieses neuen Verfassungsartikels (Art. 88 in der aktuellen Bundesverfassung) wurde 1985 das „Bundesgesetz über Fuss- und Wanderwege“ verabschiedet, das 1987 in Kraft trat. Es verpflichtet die Kantone, für die Wanderwege zu sorgen und aufgehobene Wege zu ersetzen.

## Wanderwege verschiedener Länder

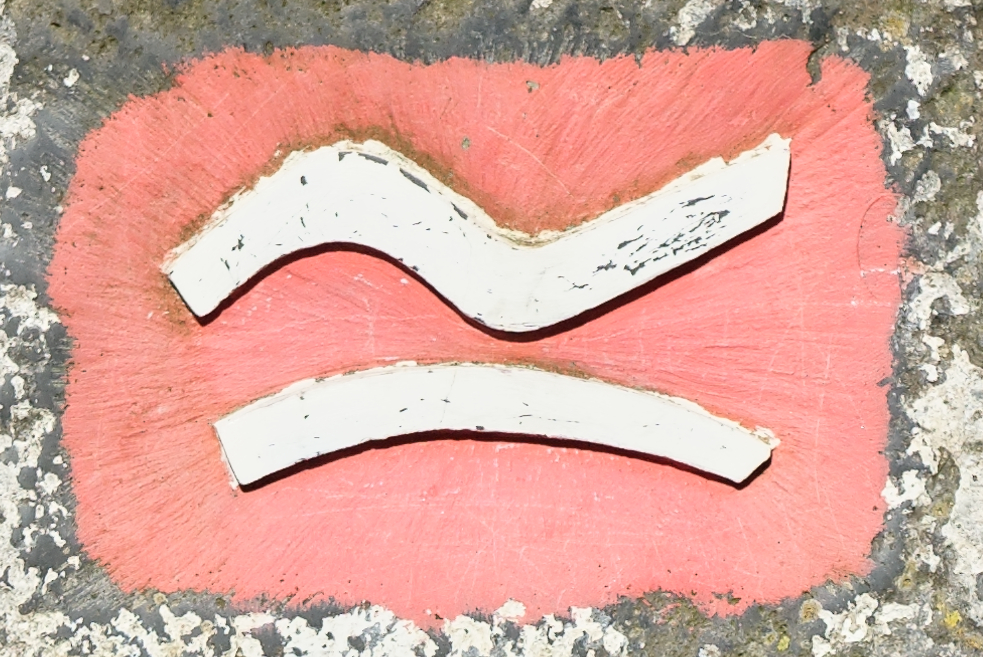
Wanderzeichen des angeführten Rothaarsteigs: auf dem Rücken liegendes, weißes R auf rotem Grund

### Deutschland
In Deutschland werden die Wanderwege regional ausgewiesen. Die Signalisation ist sehr unterschiedlich. Viele, vor allem bekannte, Wanderwege wie der Rothaarsteig oder der Rheinsteig haben eigene Symbole. Manche Regionen sind inzwischen zu einheitlichen Markierungen übergegangen. So werden beispielsweise im Nordschwarzwald lokale und überörtliche Wanderwege mit gelber Beschilderung markiert, wogegen die klassischen Fernwanderwege bei ihrer bekannten Markierung (meist eine liegende Raute) bleiben.

### Schweiz

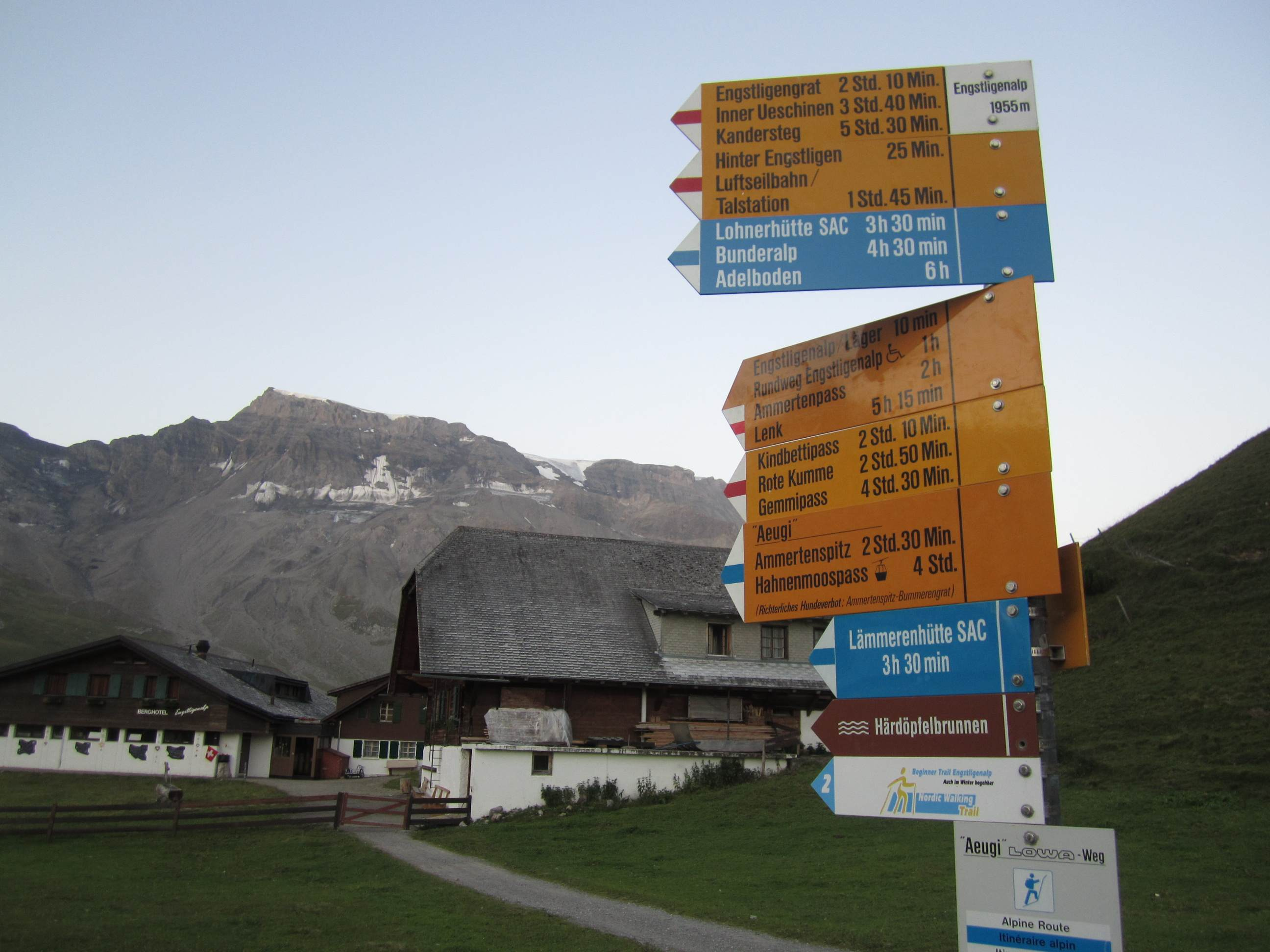
Schweizer Wegweiser: Bergwege (weiss-rot-weiss), Alpinroute (weiss-blau-weiss)

Die Schweiz verfügt über ein Netz von einheitlich markierten Wanderwegen mit einer Länge von insgesamt 62'000 km, davon 14'000 km Hartbelag und 21'000 km Bergwege.

### Tschechien, Slowakei und Polen

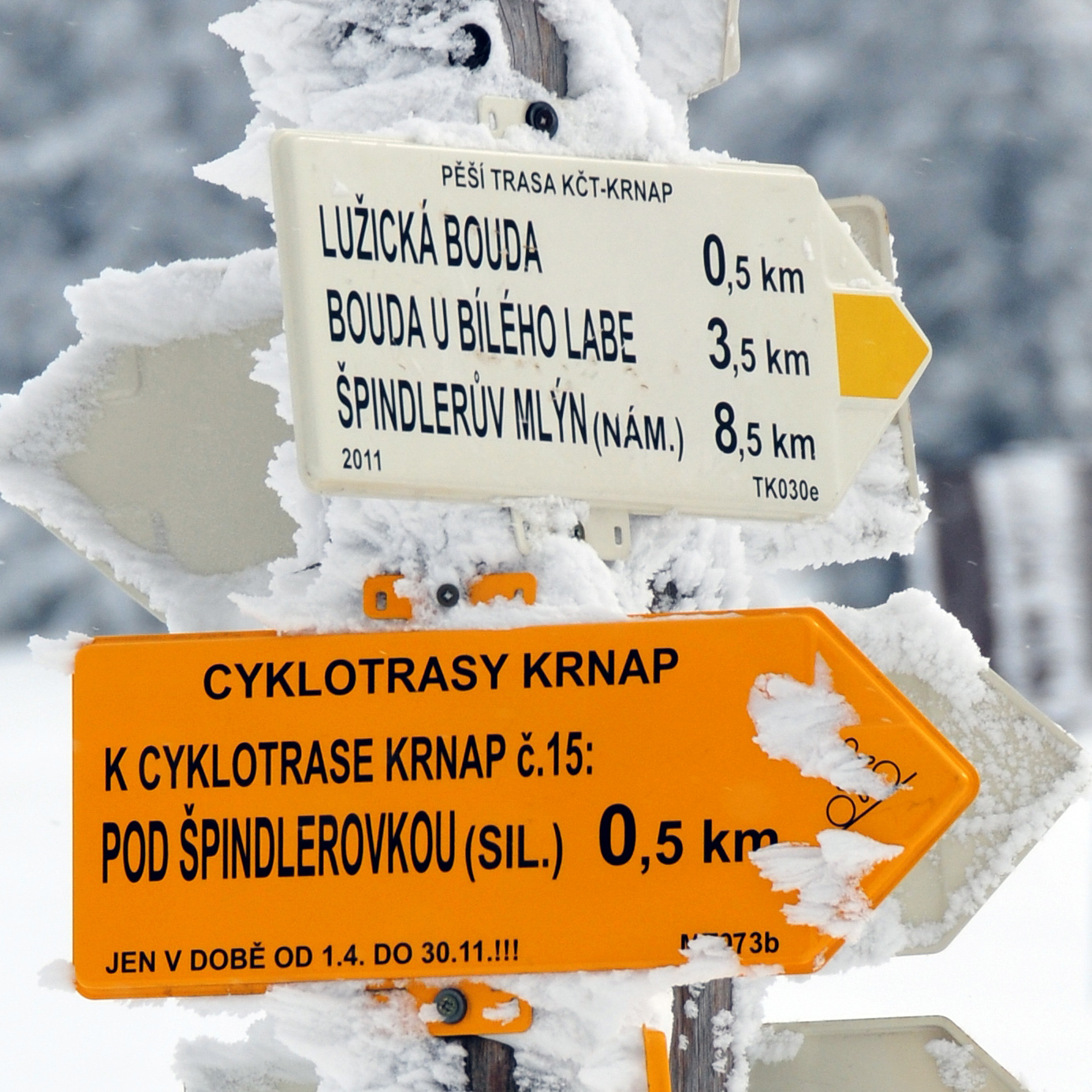
Wegweiser am Kammweg in Tschechien: weiß Wanderwege, Gelb Radwege

Die Wanderwege im Riesengebirge und der Tatra wurden bereits im 19. Jahrhundert angelegt und werden wie folgt unterschieden:
- weiß-rot-weiß  : Kammwege mit oft über weite Strecken guter Fernsicht, Wege zu touristisch interessanten Punkten oder an diesen entlang, oft gut ausgebaut
- weiß-grün-weiß  : Waldwege, Wege durch Naturreservate und Naturlehrpfade
- weiß-blau-weiß  : Weniger interessante Wege mit höherer Schwierigkeit
- weiß-gelb-weiß  : Bequeme Wanderwege mit eher geringen Höhenunterschieden; kurze Verbindungen zwischen Hauptwegen

Die Farbklassifizierung ist vor allem im Riesengebirge anzutreffen, wo die Wege schon sehr alt sind. Sie wird nicht immer konsequent eingehalten, trifft aber meistens zu.

### Spanien

Wegmarkierung der GR-Wanderwege in Spanien

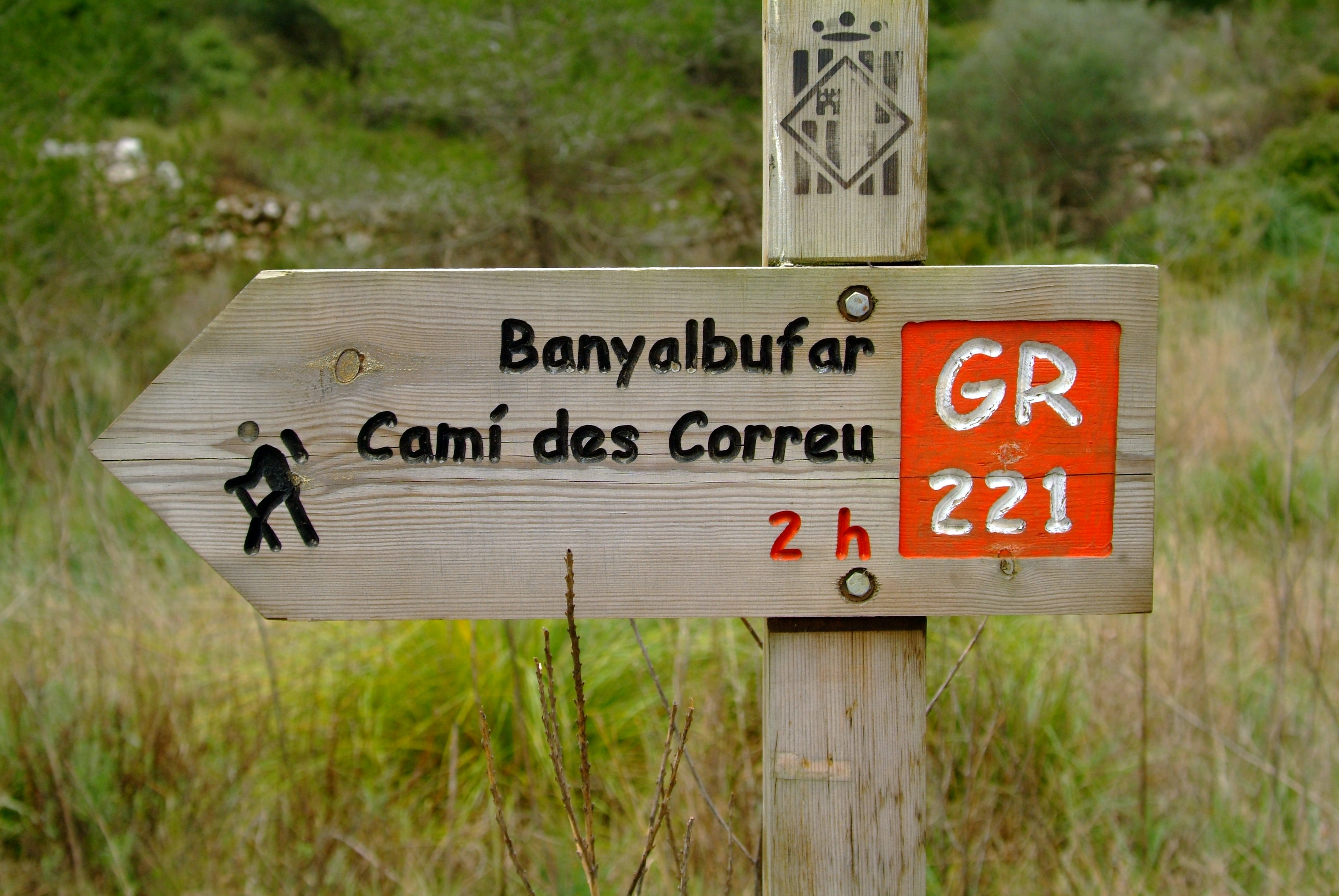
Der GR-221 auf der Baleareninsel Mallorca

Spanien verfügt über ein gut ausgebautes Wanderwegenetz. Die Fernwanderwege in Spanien nennen sich Senderos de Gran Recorrido (Abkürzung GR). Sie sind typischerweise mit rotweißen Markierungen gekennzeichnet und zählen zu den GR-Fernwanderwegen. Der bekannteste Fernwanderweg ist der GR 65, der auch als Jakobsweg bekannt ist. Daneben gibt es noch die
- Senderos de Pequeño Recorrido (PR, mit gelbweißen Markierungen), Wanderstrecken mit einer Länge zwischen 10 km und 50 km,
- Senderos Locales (SL), Wanderstrecken bis zu 10 km
- Senderos Urbanos (SU), städtische Wanderwege

## Listen
- Liste der europäischen Fernwanderwege
- Liste der Wanderwege in Deutschland

Weitere Wanderwege finden sich in den Unterkategorien der Kategorie:Wanderweg.